# Intendant des eaux et fontaines
L'intendant des eaux et fontaines est sous l'ancien Régime un fonctionnaire chargé de la surveillance des canaux et aqueducs. 

## Histoire
La fonction est créée en 1623 et la charge est érigée en office en 1636 par Louis XIII. Son rôle est de veiller à la bonne utilisation des canaux et aqueducs, d'entretenir et aménager les sources et de superviser la régularité des cours d'eau. 

## Intendants célèbres
- Charles-Augustin Coulomb
- Tommaso Francini